# Tayeb Tounsi
Pour les articles homonymes, voir Tounsi.
 (avril 2010).
Si vous disposez d'ouvrages ou d'articles de référence ou si vous connaissez des sites web de qualité traitant du thème abordé ici, merci de compléter l'article en donnant les références utiles à sa vérifiabilité et en les liant à la section « Notes et références ».
Tayeb Tounsi, présumé né à Sidi Aïssa en 1896 est mort à Annaba en 1976, fut un militaire algérien, du régiment des tirailleurs algériens dans l'armée française ayant accédé au grade de capitaine.

## Biographie
Tounsi Tayeb ben Mohamed présumé à Sidi Aissa en 1896, engagé volontaire pour 4 ans à la sous intendance de Aumale incorporé au 5e régiment de tirailleurs algériens.
Il participa à toutes les guerres entre 1914 et 1945 dans les régiments de tirailleurs algériens rejoint le Maroc pour prendre part à la guerre du Rif. Il fut cité quatre fois à l'Ordre de la Nation pour bravoure mais n'a jamais voulu prendre la nationalité française à cause de ses sentiments nationalistes. Il est le père de Mustapha Tounsi et d'Ali Tounsi.

## Grades
- 21 juillet 1916 : caporal.
- 13 septembre 1918 : sergent.
- 20 janvier 1922 : Adjudant.
- 10 février 1929 : sous-lieutenant.
- 25 décembre 1932 :  Lieutenant.
- 25 mars 1941 : promu au grade de capitaine

## Campagnes
- Allemagne : 1914-1918
- Levant : 1920-1921
- Guerre du Rif (Maroc) : 1921-1926
- Tunisie : 1939-1940
- Algérie : 1940-1945

## Citations
- Citations à l'Ordre de la Brigade, le 26 août 1920
- Citation à l'Ordre de la Brigade, le 26 septembre 1926
- Citation à l'Ordre de la Division, le 11 avril 1932
- Citation à l'Ordre du Corps d'Armée, le 5 février 1934

## Distinctions

### Rubans
|  |  |  |  |  |  |
|  |  |  |  |  |  |

- Rubans aux couleurs des décorations françaises plus certaines décorations étrangères :

### Intitulés des décorations françaises
- Grand officier de la Légion d'honneur
- Médaille militaire
- Croix de guerre 1914-1918 (3 palmes et 2 étoiles de vermeil)
- Croix de guerre 1939-1945 (palmes)
- Croix de guerre des Théâtres d'opérations extérieurs (palmes)
- Médaille commémorative de Syrie-Cilicie
- Médaille coloniale avec agrafe ( Maroc)

### Intitulés des décorations étrangères
- Grand-croix de l'ordre du Ouissam alaouite ( Maroc)
- Médaille de la paix espagnole
- Officier du Nichan Iftikhar